# Rio Bengo
O rio Bengo, também chamado de rio Zenza, é um curso de água de Angola que faz parte da Vertente Atlântica. Encontra-se dentro das coordenadas geográficas de  S 8° 43' 0 E 13° 24' 26.
Sua nascente fica no Planalto do Uíge, na extensão deste na província do Cuanza Norte, próximo aos limites dos municípios de Quiculungo e Samba Caju. Atravessa longas porções das províncias do Bengo e Luanda, antes de desaguar na Enseada do Cacuaco, uma formação litorânea do oceano Atlântico localizada poucos metros ao norte da baía de Luanda.